# Gags récurrents des Simpson
 (octobre 2023).
- Si vous ne connaissez pas le sujet, laissez ce bandeau (vous pouvez alors contacter les auteurs).
- Si vous supprimez le contenu mis en cause (vous pouvez préalablement contacter les auteurs),

argumentez précisément cette suppression dans la page de discussion
(un manque de référence n'est pas un argument ; une recherche réelle de référence doit avoir été effectuée, être formellement documentée).
Dans la série Les Simpson, son créateur Matt Groening fait parfois appel à des gags connus et récurrents, comme pour faire plaisir aux nombreux fans.
Parmi ces gags, on retrouve :

## Les épisodes d'Halloween
Depuis la saison 2, chaque saison des Simpson comporte un épisode spécial, dit Horror Show, dont la première diffusion a lieu chaque année aux alentours d'Halloween, aux États-Unis. Sortant totalement de l'histoire principale, ces épisodes spéciaux sont l'occasion d'adapter certaines fictions de l'horreur dans un registre comique surréaliste.

## Les blagues téléphoniques de Bart et Lisa
Au début de la série (et dans une moindre mesure ensuite), Bart et Lisa faisaient de nombreuses blagues téléphoniques basées sur des jeux de mots en appelant Moe dans son bar.

## Les fausses allusions grivoises d'Homer
Homer étant très amoureux de sa femme, il hésite rarement à manifester leur affection en public (illustrées par diverses scènes de baisers). Dans nombre d'épisodes, notamment en commentaires de quelque chose, on l'entend faire des remarques à Marge dont on suppose qu'elles sont implicitement à caractère érotique. Homer et Marge prennent d'ailleurs un air entendu, avec une expression amoureuse. Mais en fait, les phrases sont systématiquement à prendre au pied de la lettre, au grand dam de Marge. Ex : Allongés sur une pelouse, ils sont en train d'admirer un spectacle pyrotechnique. Homer dit alors à Marge "Nous, on va faire notre pitit feu d'artifice" tandis qu'ils se regardent affectueusement, puis on voit Homer sortir on ne sait d'où des feux d'artifice amateurs et les allumer.

## Monsieur Burns et le nom d'Homer
Lors d'un épisode flash-back où l'on voit le jour où monsieur Burns embauche Homer à la centrale, il dit « Homer Simpson hein ? Je saurai me souvenir de ce nom ! ».

Mais chaque rencontre entre Homer et monsieur Burns est l'occasion pour ce dernier de demander son nom. On ne compte plus les « Qui êtes-vous ? » qui exaspéraient tant Homer dans les premières saisons (il semble s'y être fait depuis, ou alors ne remarque rien d'anormal, sauf dans un des épisodes (Qui a tiré sur M. Burns ?, 1re partie) où, fou de colère, il agresse monsieur Burns). Dans l'épisode Le Bus fatal, monsieur Burns croise Homer dans la rue en plein après-midi et lui dit : « Vous ne devriez pas être en train de travailler ? Retournez à votre travail, quel qu'il soit, qui que vous soyez ». La première réplique est censée faire croire au téléspectateur que monsieur Burns a reconnu Homer, mais, avec la seconde, on se rend compte que non.

Ce phénomène est d'autant plus étonnant que les deux personnages ont partagé d'incroyables (més)aventures ensemble, ce que Smithers rappelle en répondant à un "Qui est cet énergumène" par "C'est Homer Simpson, il est en rapport avec la plupart des évènements de votre vie".

Pourtant, Burns arrive parfois à se le rappeler naturellement, notamment s'il y a un gros enjeu. Lorsqu'il se présente à l'élection du gouverneur de l'État de Springfield, et qu'il vient diner chez les Simpson dans le cadre de sa campagne électorale, il appelle Homer par son prénom.

## Milhouse, tête de Turc
Outre l'acharnement dont est victime Milhouse par ses camarades de classes (Dolph, Kearney, Jimbo, Nelson et Bart), il est victime d'une autre sorte d'acharnement qui semble échapper aux personnages de la série. C'est Matt Groening et ses scénaristes qui prennent un malin plaisir à faire de Milhouse leur tête de Turc (vraisemblablement par amour...)
Lorsque le psychologue de l'école se trompe de dossier et parle d'un enfant à la sexualité troublée, on découvre ensuite qu'il parle de Milhouse.
Dans un épisode, on voit le portrait de Milhouse sur une boîte de lait, signe qu'il est porté disparu. Dans un autre épisode, on le voit poursuivi par le FBI. Ce sont ensuite ses parents qui divorcent. Homer l'a même surnommé Milooser.

## La pauvreté des Simpson
Les Simpson ne sont ni riches, ni pauvres. Outre le fait qu'ils possèdent une grande maison, deux voitures, qu'ils n'ont pas de difficultés pour voyager lorsqu'ils en ont besoin et qu'ils doivent acheter d'énormes quantités de nourriture, ils ne manquent pas une occasion de rappeler que leurs moyens sont limités et qu'il faut parfois se serrer la ceinture. Pourtant, ils ont eu de nombreuses occasions de s'enrichir dans de nombreux épisodes. À chaque fois, ces occasions se sont vues soit ruinées soit refusées, au plus grand désarroi d'Homer.
Quelques exemples :
- Dans le tout premier épisode, Noël mortel, Barney conseille à Homer de miser son argent sur le chien favori. Mais Homer préfère miser sur Petit Papa Noël, son futur chien, croyant y voir un signe du destin. Il vient de rater sa première occasion de devenir riche, contrairement à Barney.
- Dans l'épisode Le Vieil Homme et Lisa, Lisa aide M. Burns à faire fortune et il finit par gagner cent vingt millions de dollars, dont il doit 10 % à Lisa. Mais Lisa refuse car la méthode pour gagner cet argent n'est pas louable. Homer s'évanouit en l'apprenant, puis dit qu'il « aurait bien eu besoin de ces douze mille dollars », ce qui l'envoie à l'hôpital. Sur place, Lisa lui apprend qu'il se trompe (il s'agissait de douze millions de dollars), ce qui lui provoque de nouveaux infarctus.
- Dans l'épisode Monsieur Chasse-neige, Homer fonde une entreprise de chasse-neige qui marche jusqu'à ce que Barney en fasse autant et lui vole toute sa clientèle.
- Dans l'épisode Une portée qui rapporte, les Simpson se retrouvent avec vingt-cinq petits lévriers. Après les avoir donnés à M. Burns, ce dernier gagne énormément d'argent en faisant courir les chiens.
- Dans l'épisode Un cocktail d'enfer, Homer a inventé une recette de cocktail qui peut rapporter gros. Mais Moe la lui vole, ce qui énerve Homer. Mais, alors que Moe s'apprêtait à vendre la recette pour un million de dollars et de donner la moitié à Homer, celui-ci met fin au contrat en révélant l'ingrédient secret de la recette : du sirop pour la toux.
- Dans l'épisode La Dernière Invention d'Homer, Homer tente de devenir riche en inventant des objets. Mais, en allant au musée Thomas Edison, il en oublie deux qui sont attribués à l'illustre inventeur et les héritiers ramasseront tous les bénéfices.
- Dans l'épisode Proposition à demi-indécente, Artie Ziff propose à Homer un million de dollars pour passer le week-end avec Marge. Marge accepte et part avec Artie. Mais, au dernier moment, Homer revient et refuse son million de dollars.
- Dans l'épisode Toute la vérité, rien que la vérité, Bart se fait renverser par Burns et Homer l'attaque en justice. Pendant le procès, Bart fait semblant d'être handicapé pour obliger Burns à verser un million de dollars. Mais le témoignage de Marge ruine tout espoir et Burns remet un chèque de zéro dollar à Homer.
- Dans l'épisode Fiston perdu, Bart demande à sa mère de lui acheter un téléphone mobile, mais, elle refuse en lui disant qu'elle doit acheter ses petits pois par mensualités.

## La localisation de Springfield
Dans de nombreux épisodes, les protagonistes font tout pour que l'on ne sache pas dans quel État se trouve la ville de Springfield. Aucun détail n'a à ce jour permis d'en déterminer l'endroit exact...
 La seule affirmation sûre est que Springfield se trouve aux États-Unis. Partant de là, il existe 38 endroits réels répertoriés aux États-Unis (en:Springfield) dont 26 avec le statut de "cities" (cf. Springfield).

Des indices mènent vers de très nombreux États...

Dans le film, il est dit que les quatre États qui bordent Springfield sont le Nevada, le Kentucky, l'Ohio et le Maine (ce qui est impossible car ces États n'ont aucune frontière commune et sont très éloignés les uns des autres) !

On apprend dans l'épisode Mon voisin le Bob que l'État dans lequel se trouve Spingfield fait partie des 5 coins, c'est-à-dire le seul lieu géographique des États-Unis où 5 États se réunissent. Cependant, il n'existe aucun point réunissant 5 États aux États-Unis. Grâce à l'épisode 18 de la saison 20, nous apprenons que Capital City, une autre ville fictive de l'univers des Simpson, est la capitale de l'un des États des États-Unis. Aucun des vrais États du pays de la famille Simpson n'a pour nom cette ville, alors on peut imaginer que Capital City et Springfield appartiennent à un État imaginaire.
Il existe un important faisceau d'indices en faveur de l'Illinois. Dans l'épisode J'y suis, j'y reste, Homer indique à tort l'emplacement de Chicago, ce qui induit donc une localisation proche de son Etat. Dans l'épisode Ce que veulent les femmes animées, le zoom et dézoom satellite de la caméra lors du changement d'histoires montre clairement que l'emplacement de Springfield se situe au sud-ouest du lac Michigan, proche de l'emplacement de Naperville. Ce genre d'indices n'est toutefois pas cohérent avec d'autres suggérant que la ville est au bord de la mer, ou que sa partie Ouest fait trois fois la taille du Texas.
Tout comme dans l'épisode Coup de Poker, lors du gang d'intro, on voit cette même localisation dans l'Illinois.

## Homer étranglant Bart
La relation entre Homer et Bart est très « particulière » : Bart prend souvent Homer comme cible de mauvaises blagues, se moquant de lui (par exemple dans l'épisode Papa Furax où tout le monde se moque d'Homer à cause de Bart qui a créé des bandes-dessinées basées sur la colère de son père qui se nomme plus tard "Papa Furax" pour son adaptation sur internet) ou Bart fait des bêtises, Homer se venge de lui en poussant son célèbre « Oh ! Espèce de sale pitit… » (« Why you little! » en version originale et « Mon p'tit verat ! » en version québécoise) et en l'étranglant, Bart suffoquant avec une grimace comique (yeux allant chacun dans une direction opposée et langue ondulant comme des vaguelettes)

Ce gag devient plus drôle quand Homer étrangle Bart avec un objet : dans La Bataille des deux Springfield, Homer étrangle Bart en utilisant le fil du téléphone et Bart réplique en le frappant à la tête avec le téléphone. À la fin ils sont tous deux épuisés et tombent par terre.
Autre exemple : dans Les parents trinquent, Homer étrangle son fils en utilisant le fil qui relie le père et l'enfant. Pour contre-attaquer, Bart le fouette. Finalement, Marge coupe le fil.
Aussi, Bart se fait étrangler par Lisa. Dans Noël d'enfer, elle se met en colère contre Bart et l'étrangle, après celui-ci avoue qu'il a mis le sapin en feu par méprise. Homer dit à Lisa qu'elle a les mains trop petites et s'en occupe d'étrangler Bart.
Bart a aussi étranglé Homer : Dans Homer va le payer, Bart a trouvé le vidéo des pubs gênants, quand il était bébé. En colère, il se jette sur Homer. Quand Homer se moque de Bart, celui-ci prend le ceinture d'Homer et l'étrangle avec. Dans certains épisodes, il est montré qu'Homer a eu cet exemple d'Abraham.

## Les malheurs deHans Taupeman
Tout comme Milhouse et le vieux Gil, Mr Taupeman fait partie des personnages malchanceux sur lesquels les réalisateurs aiment à s'acharner. On lui dénombre une vingtaine de mésaventures toutes plus farfelues et drôles les unes que les autres, certaines le plaçant vraiment en mauvaise posture, ou ne laissant guère d'illusions sur ses chances de survie. Mais il réapparaît invariablement au fur et à mesure des épisodes, pour le plus grand plaisir des fans.

## Le cri à la centrale nucléaire
La centrale nucléaire étant le lieu de travail d'Homer, on la voit souvent en plan d'extérieur et, à chaque fois, ce plan est accompagné d'un cri d'oiseau qui s'apparente à celui d'un corbeau.

## Gags mineurs

### L'abus d'alcool à brûler
Un gag présent dans seulement quelques épisodes est la tendance d'Homer à utiliser abondamment de l'alcool à brûler pour démarrer le feu lorsqu'il cuisine au barbecue, n'hésitant pas à vider plusieurs flacons. L'issue de l'allumage varie selon les épisodes, engendrant parfois une flamme gigantesque, ou rien de particulier, mais Homer arrive toujours finalement à rester indemne et à éviter l'incendie, ce qui est étonnant compte tenu de sa propension aux catastrophes.

### Les conversations entre Homer et son cerveau
Ce gag était plus ou moins fréquent. À un moment donné, le cerveau d'Homer aide Homer à réfléchir sur des choses très basiques. On aperçoit ce gag entre autres au moment où Homer doit repasser les examens pour son bac, d'autre fois il lui explique des choses basiques, et à d'autres moments il tente en vain de le raisonner (comme lorsqu'il doit aller chercher Bart à l'entraînement de foot dans Le Grand Frère ou parfois renonce en disant « Ras-le-bol, je me tire. » Parfois, il y a un dialogue entre d'autre organes comme son foie, son estomac, etc.

### Pensées d'Homer
Quand Homer pense à quelque chose, parfois un peu délirant ou exagéré, une fois revenu dans l'épisode on le remarque en train de faire les mêmes gestes, chanter les mêmes choses ou dire les mêmes paroles que dans ses pensées. Ce type de comportement est identique chez d'autres personnages bêtes de la série.

### Les râteaux de Tahiti Bob
Dans l'épisode Lac Terreur, Tahiti Bob marche accidentellement sur le bout d'un râteau, se prenant violemment le manche dans la figure. Il se contente de grommeler, contenant manifestement sa colère, et change de direction lorsqu'il se prend un autre râteau, recommence à grommeler et ainsi de suite. Le criminel enchaîne ainsi les coups pendant de longues secondes, apparemment incapable de les esquiver.
Ce gag avait été originellement créé pour arriver à la longueur standard, mais il a été intégré comme trait caractéristique de Tahiti Bob (sous une forme plus brève) dans les autres épisodes où il apparaît.

### Les choses insolites cachées entre les étages
Cela concerne plus les cinq premières saisons quand un plan allait parfois du rez-de-chaussée à l'étage pour montrer la chambre, au niveau des hourdis se trouvait parfois des serpents, des enregistreurs, des trésors, un squelette, etc.

### Les lectures de mots
Quand on voit un personnage lire une lettre, elle contient souvent des passages inhabituels (une conversation entre Homer et Marge retranscrite sur la lettre (Burns fait son cinéma), ou bien Homer en écrivant s'adresse au serveur d'un bar (Bart le tombeur), etc.). Ce qui fait que la lecture devient vite absurde.

### Les brochures
De nombreuses publicités plus aberrantes les unes que les autres sont distribués par divers établissements et entreprises au fil des épisodes ("So you are going to Die" donné par l'hôpital aux malades en phase terminale, "So you've decided to steal cable" par les réparateurs télé,...).

### Les photos gênantes
Channel 6 semble posséder une importante banque de photos compromettantes des personnages, en particulier d'Homer Simpson qui fait la une de l'actualité locale de temps à autre.

### Les tics des personnages
La plupart des personnages ont des tics de langage qui ponctuent leur dialogue de temps à autre, le plus souvent afin de renforcer l'effet comique de leur propos. Ainsi :
- Homer ne peut s'empêcher de prononcer l'onomatopée « D'oh! » (« T'oh » en VF) lorsqu'il est contrarié. Et inversement, prononce « Youhou » lorsqu'il jubile.
- Marge émet un son par le nez pour exprimer son désaccord ou son inquiétude, retranscrit par « Mmmmmm ».
- Bart prononce souvent l'expression espagnole « ¡Ay, caramba! » pour exprimer une réaction de surprise (bonne ou mauvaise). D'autres personnes de nationalité sud américaine disent parfois la même chose dans la série.
- Maggie émet régulièrement un bruit de succion très caractéristique avec sa tétine. Il était encore plus prononcé à l'époque des courts métrages (1987 à 1989).
- Ned Flanders a un défaut d'élocution qui le conduit à répéter plusieurs fois certaines syllabes en variant les voyelles.
- Nelson prononce une interjection ressemblant à un rire faux, retranscrit par « Haha », afin de se moquer des autres de manière blessante.
- Edna Krapabelle émet un "HA !" qui s'apparente soit à une moquerie soit l'expression de sa satisfaction d'avoir raison.
- Le docteur Hibbert émet une sorte de rire forcé de façon intempestive (« Hunhunhun »), même si son propos n'est pas particulièrement drôle (souvent lors de diagnostics peu encourageants). Cela est en fait destiné à soulager ses maux d'estomac.
- Barney émet un rot particulièrement bruyant et reconnaissable, illustrant son ivrognerie chronique.
- M. Burns répète souvent le mot « Excellent », souvent d'un air machiavélique, en joignant aussi les mains par le bout des doigts, pour manifester sa satisfaction à l'égard d'une situation.
- Le chef Wiggum arrivant souvent après les faits et après que ses 2 associés ont fait leur boulot (ou pas), dit souvent "Ça c'est du bon boulot les gars".
- Krusty émet fréquemment un rire lors de ses spectacles à la manière de Woody Woodpecker, en s'approchant fort de la caméra qui le filme pour qu'on y voie que sa tête.